# Tallans
Tallans é uma comuna francesa na região administrativa de Borgonha-Franco-Condado, no departamento de Doubs. Estende-se por uma área de 4,05 km². Em 2010 a comuna tinha 50 habitantes (densidade: 12,3 hab./km²).